# James Maynard
James Alexander Maynard (geboren 10 juni 1987) is een Brits wiskundige die zich bezighoudt met de analytische getaltheorie en in het bijzonder de theorie van de priemgetallen. In 2017 werd hij benoemd tot onderzoeksprofessor aan Oxford. Hij ontving de Fieldsmedaille in 2022 en de New Horizons in Mathematics Prize in 2023.

## Carrière
In november 2013 gaf Maynard een ander bewijs voor de stelling van Yitang Zhang dat er begrensde gaten tussen priemgetallen bestaan, en loste hij een al lang bestaand vermoeden op door aan te tonen dat er voor elke {\displaystyle m} er oneindig veel intervallen zijn met een begrensde lengte die {\displaystyle m} priemgetallen bevatten. Dit werk kan worden gezien als een vooruitgang op de Hardy-Littlewood {\displaystyle m}-tuples vermoeden, aangezien het vaststelt dat "een positief percentage  van toelaatbare {\displaystyle m}-tupels voldoen aan het priemgetal {\displaystyle m} -tupels vermoeden voor elke {\displaystyle m}." Maynards nadering leverde de volgende bovengrens op, met {\displaystyle p_{n}} het {\displaystyle n}de priemgetal:
{\displaystyle \liminf _{n\to \infty }\left(p_{n+1}-p_{n}\right)\leq 600,}
Deze bovengrens verbeterede aanzienlijk de best bestaande grenzen van het Polymath8 -project. (Met andere woorden, hij liet zien dat er oneindig veel primaire gaten zijn met een grootte van maximaal 600.) Vervolgens werd Polymath8b gecreëerd. Hun gezamenlijke inspanningen hebben de grootte van de kloof teruggebracht tot 246, volgens een aankondiging op 14 april 2014 op de Polymath-projectwiki.
In augustus 2014 loste Maynard (onafhankelijk van Ford, Green, Konyagin en Tao) een al lang bestaand vermoeden van Erdős over grote gaten tussen priemgetallen op. Hij ontving hij de grootste Erdős-prijs (10.000 dollar) ooit aangeboden.
In 2016 toonde hij aan dat er voor elk decimaalcijfer oneindig veel priemgetallen zijn die dat cijfer niet hebben in hun decimale voorstelling.
In 2019 bewees hij samen met Dimitris Koukoulopoulos het vermoeden van Duffin-Schaeffer.
In 2020 verbeterde hij, in samenwerking met Thomas Bloom, de bekendste grens voor kwadratenvrije verzamelingen, waarmee hij aantoonde dat een verzameling {\displaystyle A\subset [N]} zonder vierkantsverschil het hoogstens een grootte {\displaystyle {\frac {N}{(\log N)^{c\log \log \log N}}}} heeft voor sommige {\displaystyle c>0}
Maynard ontving de Fieldsmedaille in 2022 voor "bijdragen aan de analytische getaltheorie, die hebben geleid tot grote vooruitgang in het begrip van de structuur van priemgetallen en in de diofantische benadering".
- DBLP: 62/10456-1
- Gemeinsame Normdatei: 1208843613
- Library of Congress Control Number: no2005029413
- Mathematics Genealogy Project: 178890
- ORCID: 0000-0001-5782-7082
- Virtual International Authority File: 63738324
- WorldCat: E39PBJv8KXYVCKXr4DVj4GRkDq